# Harry Frieda
Harry Frieda (Harry Gaylord Frieda; * 11. September 1901 in Chalmers, Indiana; † 20. August 1983 in Park Ridge, Illinois) war ein US-amerikanischer Zehnkämpfer und Speerwerfer.
Bei den Olympischen Spielen 1924 in Paris wurde er Achter im Zehnkampf mit 6618,300 Punkten.
Für die University of Chicago startend wurde er 1923 NCAA-Meister im Speerwurf.

## Persönliche Bestleistungen
- Speerwurf: 61,54 m, 20. Juni 1925, Chicago
- Zehnkampf: 7217,010 Punkte, 4. Juli 1927, Lincoln